# 瑪麗·伊莉莎白 (黑森-達姆施塔特)
瑪麗·伊莉莎白（德語：Marie Elisabeth von Hessen-Darmstadt，1656年3月11日—1715年8月16日），黑森-達姆施塔特伯爵路德維希六世的女兒，母親是霍爾斯坦-戈托普的瑪麗·伊莉莎白。

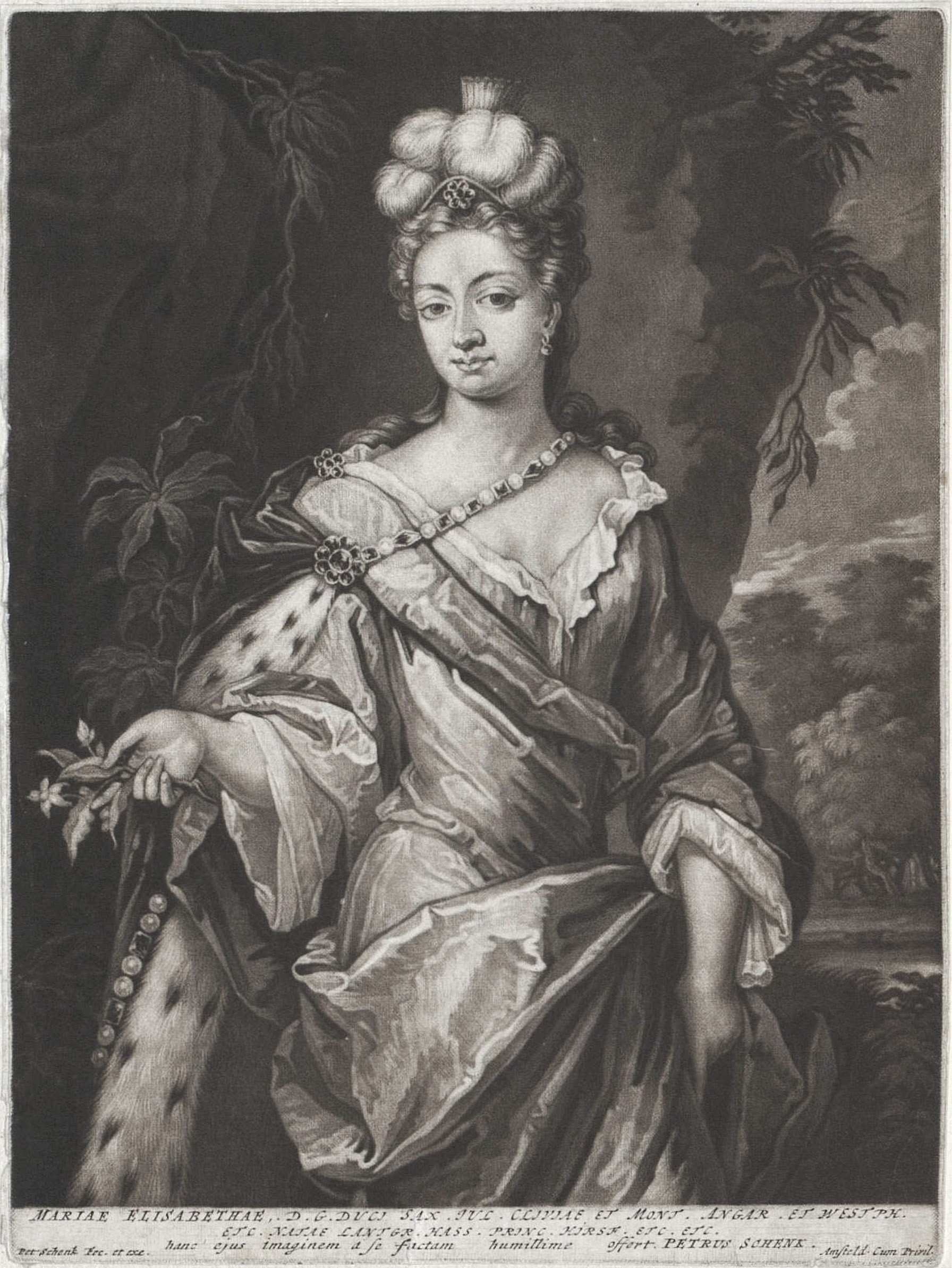

1676年，瑪麗·伊莉莎白與薩克森-勒姆希爾德公爵海因里希結婚，兩人沒有子女。